# Distretto di Ambohimahasoa
Il distretto di Ambohimahasoa è un distretto del Madagascar situato nella regione di Haute Matsiatra. Ha per capoluogo la città di Ambohimahasoa.
La popolazione del distretto è di 203 438 abitanti (censimento 2011).